# Réserve spéciale de Manombo
La réserve spéciale de Manombo est une réserve naturelle dans la région Atsimo-Atsinanana à Madagascar. 

## Géographie
Elle se situe dans la partie Est de Madagascar, près de la côte de l'océan Indien, à 27 km au Sud de la ville de Farafangana.
Elle s'étend sur 5 320 hectares, en deux parcelles séparées par la route nationale n°12.

## Faune
On y rencontre la grenouille menacée Mantella bernhardi, les lemuriens avahi laineux, aye-aye, microcèbe roux, l'hapalémur gris, Eulemur fulvus albocollaris, maki vari noir et blanc et une des 25 espèces de primates les plus menacées, l'Eulemur cinereiceps.
Autres espèces emblématiques du parc sont le limnogale, l'Eupleres goudotii, le Fossa (Cryptoprocta ferox), Brachyuromys betsileonsis, la mangouste à queue annelée (Galidia elegans) et le Nesomys audeberti.
On y trouve également 58 espèces d'oiseaux et 52 espèces différentes d'escargots.

## Flore
90 % des espèces de la réserve sont endémiques de Madagascar. Parmi eux, l’Humbertia madagascariensis (Humbertiaceae)  et une des deux espèces du genre Allantospermum qui est représenté uniquement à Manombo.